# Xenomycetes morrisoni
Xenomycetes morrisoni es una especie de coleóptero de la familia Endomychidae. La otra especie perteneciente al género Xenomycetes es Xenomycetes laversi.

## Distribución geográfica
Habita en Nevada, Washington y California (Estados Unidos).